# Francis Métivier
Francis Métivier est un philosophe représentatif de la pop philosophie, musicien, chroniqueur, conférencier, scénariste, créateur et producteur du concept « Rock'n philo » qui consiste, par des livres, des chroniques et une performance scénique, à expliquer les idées des grands penseurs en les illustrant par des morceaux rock. En public, Francis Métivier interprète lui-même les morceaux dont il dégage le questionnement philosophique.  
Il est professeur en lycée et chargé de cours à l'université de Tours et l'auteur d'une thèse de doctorat sur Le Concept d'amour chez Kierkegaard (Paris IV - Sorbonne). 
En tant que musicien, il est guitariste, auteur et compositeur du groupe Novje, avec Novella Dada, chanteuse, autrice, compositrice et productrice. Il a été leader, auteur, compositeur et interprète (chant, guitares) de l'ex. groupe La Chouette,. 

## Domaines de recherche
Il travaille aussi pour un public plus large, sur le thème de la pop philosophie et de la pop culture, d'une part en proposant des portes d'entrée sur la philosophie par le rock,, la pop, le rap ; d'autre part en rendant accessibles des auteurs ou des notions de philosophie ,.

## Publications
- Rock'n philo, Paris, Bréal, 2011 ; Paris, Flammarion, J’ai lu, 2014[5],[6].
- Sexe&philo, Paris, Bréal, 2011.
- Zapping philo, petites leçons de philosophie tirées de l'actualité, Paris, Le Passeur, 2012[11].
- Rap'n philo, Paris, Le Passeur, 2013.
- Dans ton corps, Paris, Le Passeur, 2014.
- Rock'n philo 2, Paris, Flammarion, J’ai lu, 2015.
- Liberté inconditionnelle, Paris, Flammarion-Pygmalion, 2016.
- « Hendrix out of the cave », in Jimi Hendrix and philosophy (coll.), Chicago, Open court, « Popular culture and philosophy », ed. Theodore G. Ammon, 2017.
- Mythologie des présidentiables, Paris, Flammarion-Pygmalion, 2017.
- La joie des larmes, une philosophie des pleurs, Paris, Flammarion-Pygmalion, 2018[12].
- Kant à la plage, la raison pure dans un transat, Paris, Dunod, collection « A la plage », 2019[9].
- Pop philo Stories, Paris, Armand Colin, 2020.
- René le philosophe - Descartes et la liberté de la pensée, BD avec Mickaël Roux, Paris Dunod, coll. Dunod Graphic, 2021.
- Pascal à la plage, la sincérité dans un transat, Paris, Dunod, collection « A la plage », 2022[10].
- Schopenhauer - A la découverte du Monde, BD avec Isa Python, Paris Dunod, coll. Dunod Graphic, 2023.
- Les enquêtes philosophiques d'Herculine Poirot, Paris, Nathan, "Les Printanières", 2025.